# Kulturrelativism
Kulturrelativism är en moralisk attityd och ett forskningsmetodologiskt förhållningssätt som innebär att man utgår ifrån uppfattningen att ingen kultur är viktigare eller mer utvecklad än någon annan. Detta innebär att kulturer och kulturella fenomen bör förstås och bedömas utgående från sina standarder, värden, villkor och sammanhang. Inom antropologin populariserades kulturrelativismen framförallt av den tysk-amerikanske forskaren Franz Boas som en reaktion på den socialdarwinism som ofta av hans samtid användes för att rättfärdiga kolonialismen. Inom kulturrelativism är det framför allt kartläggning med hjälp av kvalitativa metoder som gäller.
Motsatsen till kulturrelativism är således kulturobjektivism, tanken att det finns objektiva värden som tillåter värderingar av olika kulturer. Bland antropologer kan den metodologiska motsatsen sägas vara jämförande studier av olika kulturer.

## Kulturrelativism som metod
Som metod betyder kulturrelativism att man eftersträvar att studera kulturella fenomen på ett neutralt sätt och tolka dessa utifrån dess egna sammanhang. Det är en mycket vanlig ansats inom samhällsvetenskap.